# Chen-Dynastie
Die Chen-Dynastie (chinesisch 陳朝, Pinyin Chenchao; 557-589) war die vierte und letzte der Südlichen Dynastien in China, sie wurde von der Sui-Dynastie ausgelöscht. Diese Dynastie hatte nur geringe Überlebenschancen. Die Verwüstung der letzten Jahre der Liang-Dynastie lähmte die Chen-Dynastie schwer. Das letzte Jahr des Chen-Kaisers, Houzhu, wurde folgendermaßen beschrieben 'trunken, ausschweifend, die Große Gottheit des Himmels und seine Ahnen vernachlässigend gab er sich dem Aberglauben hin und umgab sich mit nichtswürdigem Gesindel'. Die Sui verteilten Pamphlete über seine Fehler, was in der Bevölkerung zu einer Revolte führte. Mit zwei seiner Konkubinen versuchte er sich in einem Brunnen zu verstecken, wurde aber gefunden. Yang Jian schonte jedoch sein Leben, um das Reich vereint zu halten.

## Herrscher der Chen-Dynastie (557–589)
| Postumer Name                                 | Familienname und Vorname           | Zeit der Herrschaft | Äranamen und ihre Dauer                                       |
| --------------------------------------------- | ---------------------------------- | ------------------- | ------------------------------------------------------------- |
| Konvention: Chen + postumer Name              |                                    |                     |                                                               |
| Kaiser Wu von Chen – Wu Di (武帝 wǔ dì)       | Chen Ba Xian (陳霸先 chén bà xiān) | 557-559             | Yongding (永定 yǒng dìng) 557–559                             |
| Kaiser Wen von Chen – Wen Di (文帝 wén dì)    | Chen Qian (陳蒨 chén qiàn)         | 560-566             | Tianjia (天嘉 tiān jiā) 560–566 Tiankang (天康 tiān kāng) 566 |
| Kaiser Fei von Chen – Fei Di (廢帝 feì dì)    | Chen Bo Zong (陳伯宗 chén bó zōng) | 567-568             | Guangda (光大 guāng dà) 567–568                               |
| Kaiser Xuan von Chen – Xuan Di (宣帝 xuān dì) | Chen Xu (陳頊 chén xū)             | 569-582             | Taijian (太建 taì jiàn) 569–582                               |
| Kaiser Houzhu von Chen (後主 hòu zhǔ)         | Chen Shu Bao (陳叔寶 chén shú bǎo) | 583-589             | Zhide (至德 zhì dé) 583-586 Zhenming (禎明 zhēn míng) 587-589 |